# St. Peter Line

Схема маршрутов St. Peter Line Автор:Ssolbergj Норвегия

ST.PETER LINE — кипрская частная судоходная компания, основанная в 2010 году российскими, швейцарскими и другими европейскими инвесторами и зарегистрированная в Европейском Союзе (в офшоре на Кипре) — оператор пассажирских паромов на Балтике. Осуществляла пассажирское паромное сообщение между Санкт-Петербургом и столицами соседних стран ЕС: Финляндии, Швеции и Эстонии. За годы работы пассажирами паромов компании ST.PETER LINE стали представители 138 государств. Осенью 2016 года в результате слияния компании ST.PETER LINE и крупнейшего итальянского паромного оператора Moby S.p.A. был образован международный паромный оператор MOBY SPL, который также осуществляет пассажирское паромное сообщение между Санкт-Петербургом, Хельсинки, Стокгольмом, Таллином и Ригой (в рамках расписания). 

## История
Первое судно Princess Maria было запущено по маршруту Санкт-Петербург — Хельсинки 21 апреля 2010 года. Уже через год 31 марта 2011 года была запущена линия Санкт-Петербург — Стокгольм, которую стал обслуживать паром SPL Princess Anastasia. 
В 2010—2011 гг. паромы компании в Хельсинки прибывали в центр города — на Олимпийский терминал, затем на терминал Макасиини. С января 2012 г. паромы прибывали в терминал Западной гавани, расположенный на окраине Хельсинки.

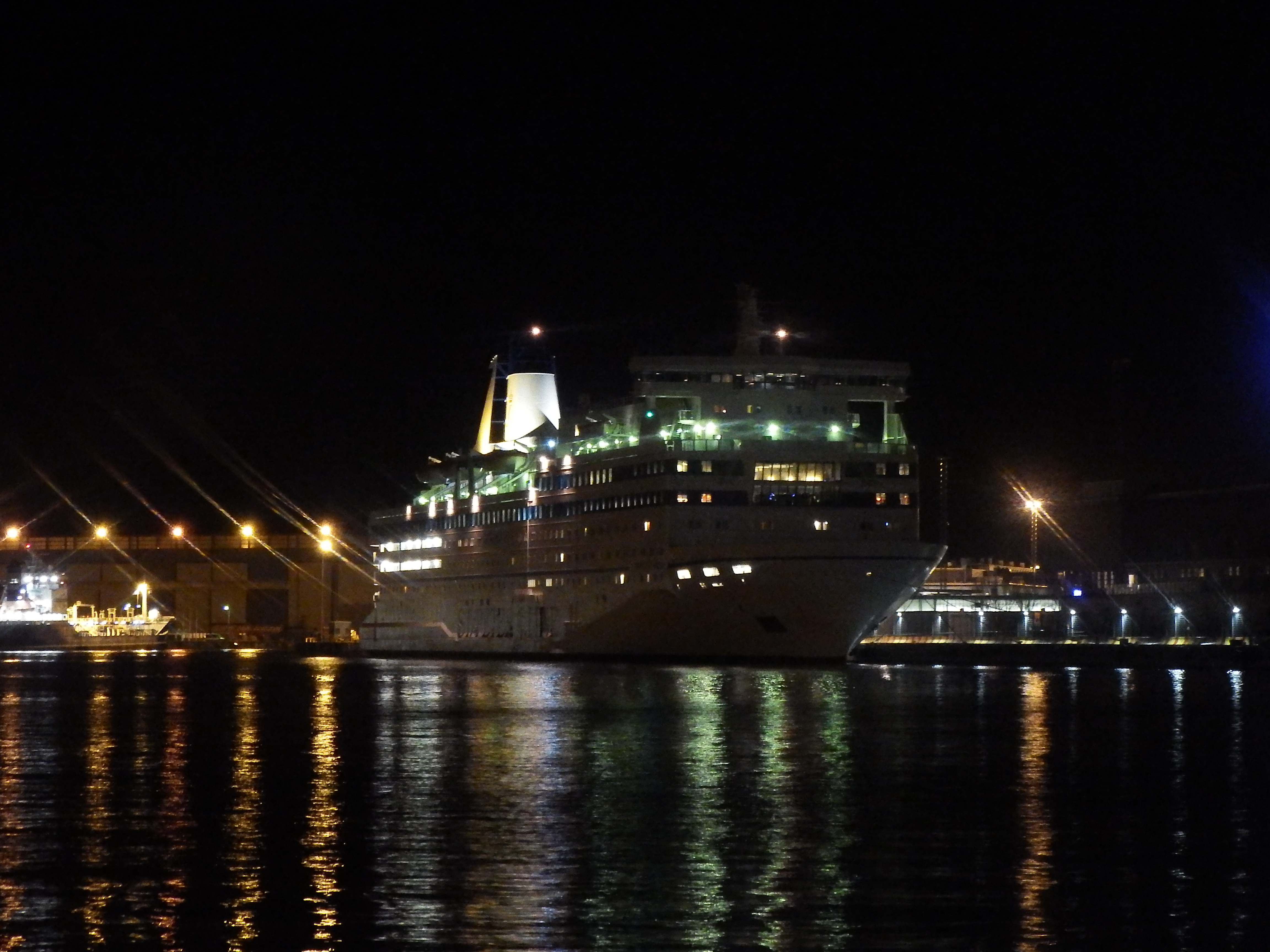
«Принцесса Мария» в Западной гавани Хельсинки

С мая 2012 года пассажиры, не являющиеся гражданами ЕС, выходящие более чем в одном порту внутри Еврозоны (путешествующие в круизе) должны иметь Шенгенскую мультивизу. В таком случае, если пассажир имеет однократную Шенгенскую визу, то он может выйти в город лишь в одном порту прибытия и оставаться на борту во время стоянки парома в других портах. Например, пассажир с однократной Шенгенской визой, следующий по маршруту парома Princess Anastasia, может покинуть паром или в Хельсинки, или в Стокгольме или в Таллине.
В 2013 году компания стала победителем открытого конкурса на право использования судов в качестве плавучих гостиниц для размещения зрителей, временного персонала и других участников Зимних Олимпийских игр 2014 года. С 5 по 25 февраля 2014 года паромы компании ST.PETER LINE работали в Сочи как плавучие гостиницы. За весь период проведения Зимних Олимпийских игр на бортах Princess Maria и Princess Anastasia было размещено более 8 500 гостей. Из них: 70 % — граждане России, 30 % — иностранцы. Паромы полностью соответствовали европейским стандартам и всем требованиям, предъявляемым Оргкомитетом игр к отелям, работающим на прием гостей Олимпиады. Номерной фонд плавучих гостиниц был заполнен на 100 %.
С апреля 2017 года компания MOBY SPL (ex. ST. PETER LINE) оперирует одним паромом SPL Princess Anastasia и осуществляет регулярные круизы по маршрутам:  «Санкт-Петербург —Хельсинки/Таллин — Стокгольм — Хельсинки — Санкт-Петербург» и «Санкт-Петербург — Хельсинки — Санкт-Петербург». 
С 15 ноября 2019 г паром Принцесса Анастасия из-за аварии прекратил выполнять рейсы по Балтийскому морю.

## Основные конкуренты
- Tallink ( Эстония) — оборот 897 млн евро (2009/2010)
- Viking Line —   Аландские острова, Финляндия. Оборот 471 млн. евро (2008/2009)
- Eckerö Line -   Аландские острова, Финляндия. Оборот 60 млн. евро (2009/2010) [9]
- Ave Line ( Латвия)

## Суда компании
| Название               | Изображение | Год постройки | Водоизмещение брт | Экипаж | Каюты | Верфь          | Флаг   | IMO     | Статус/Состояние                                                  |
| SPL Princess Anastasia |             | 1986          | 37 583            | 350    | 834   | Oy Wärtsilä Ab | Мальта | 8414582 | в эксплуатации в компании с марта 2011 (в собственности компании) |

## Фотогалерея

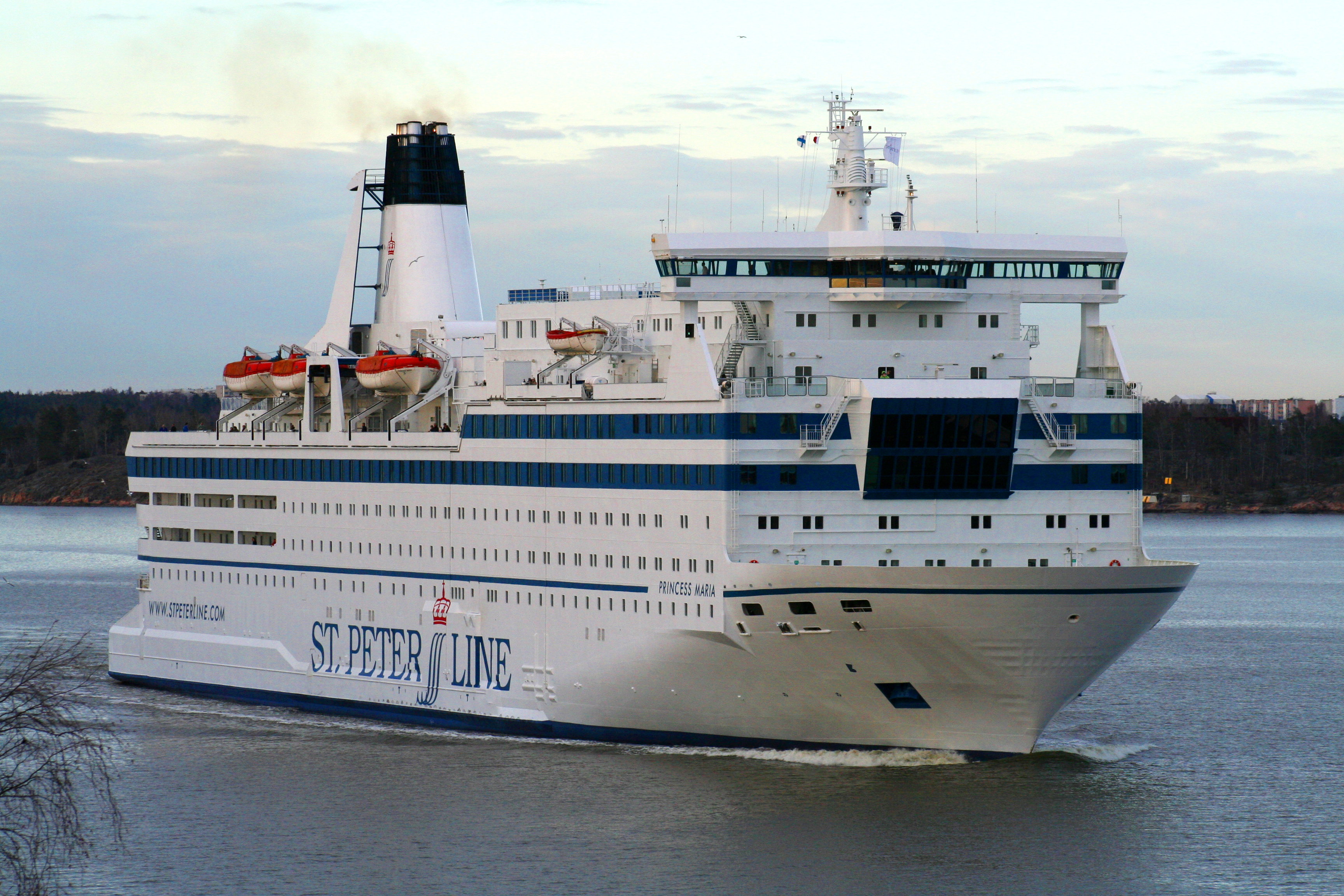
Princess Maria в районе Хельсинки
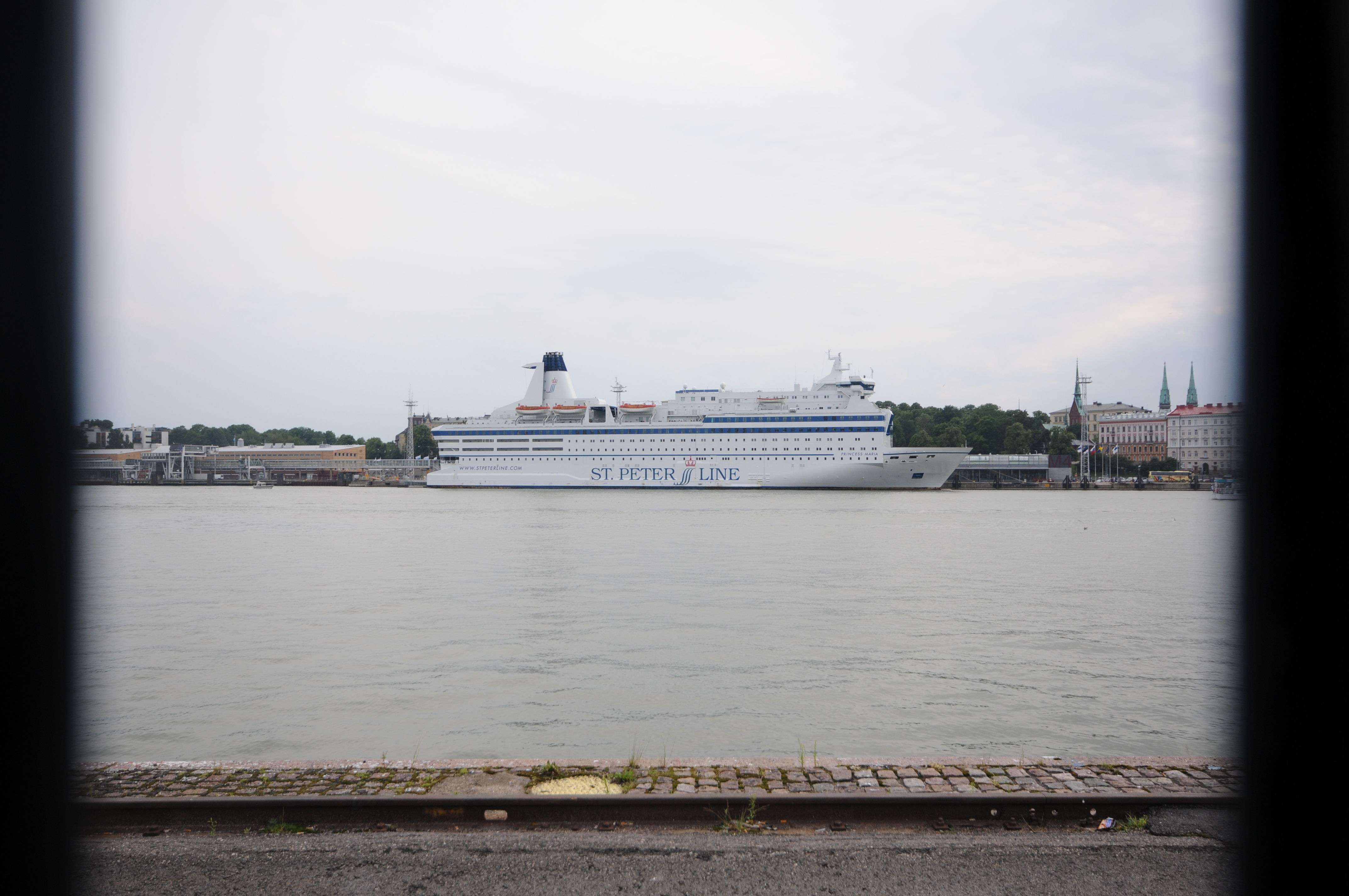
Princess Maria в Хельсинки
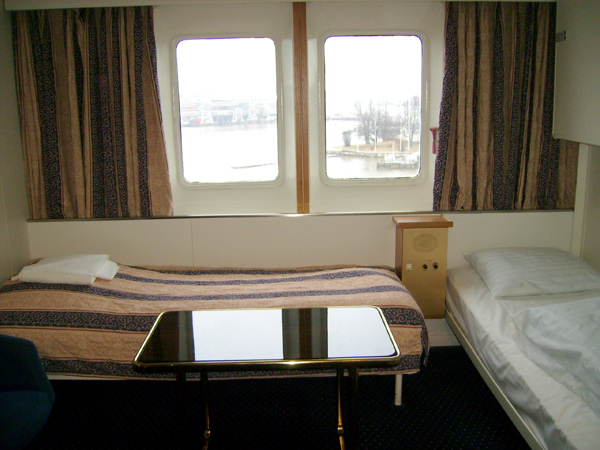
Каюта Делюкс
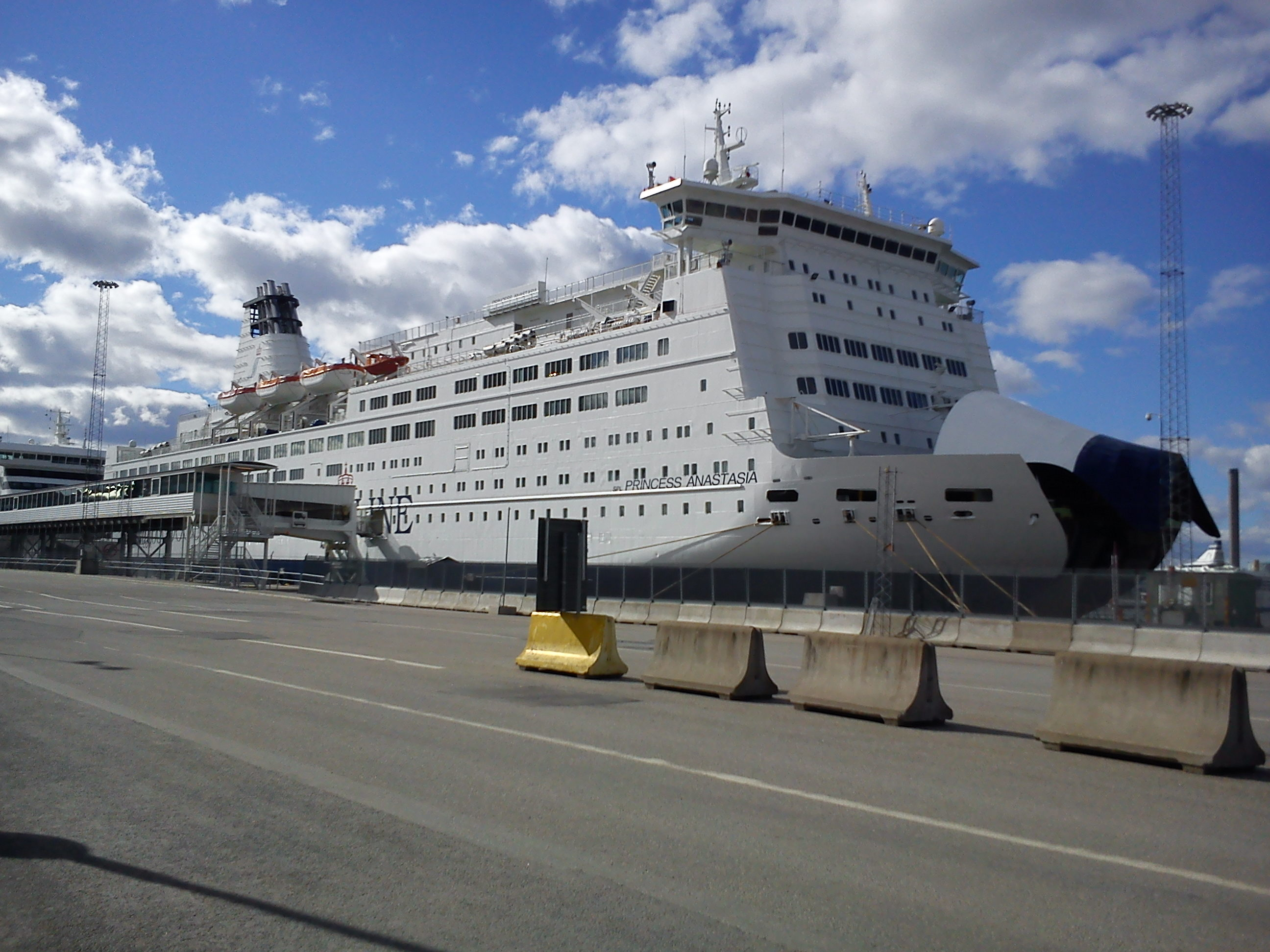
SPL Princess Anastasia в Стокгольме
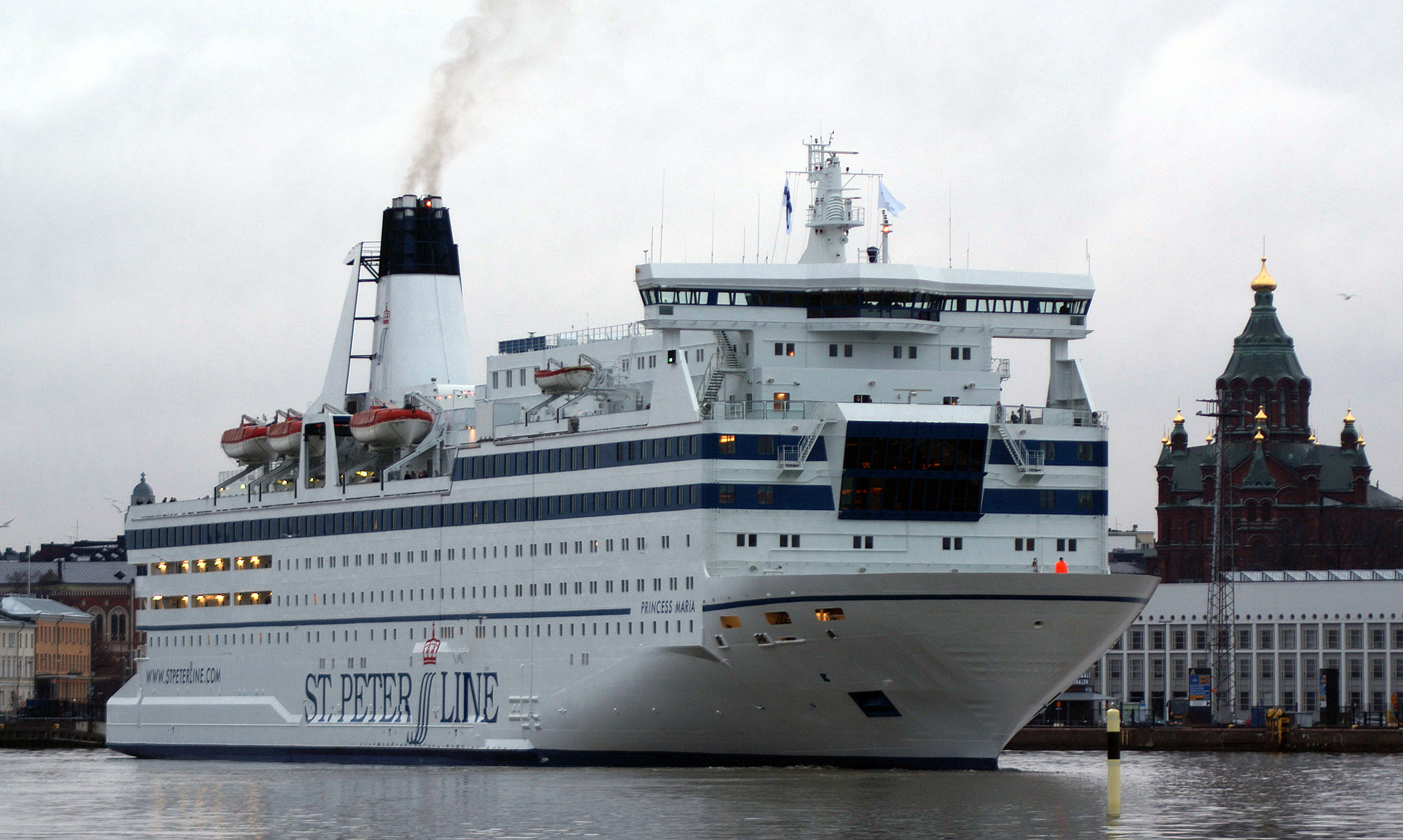
Princess Maria в Южной гавани Хельсинки, на заднем плане - православный Успенский собор
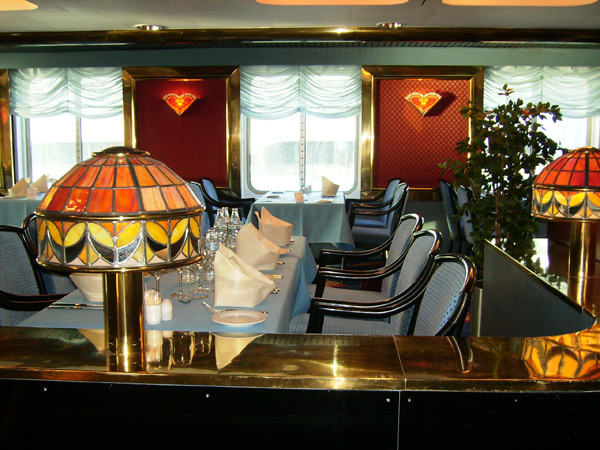
В одном из ресторанов на борту Princess Maria
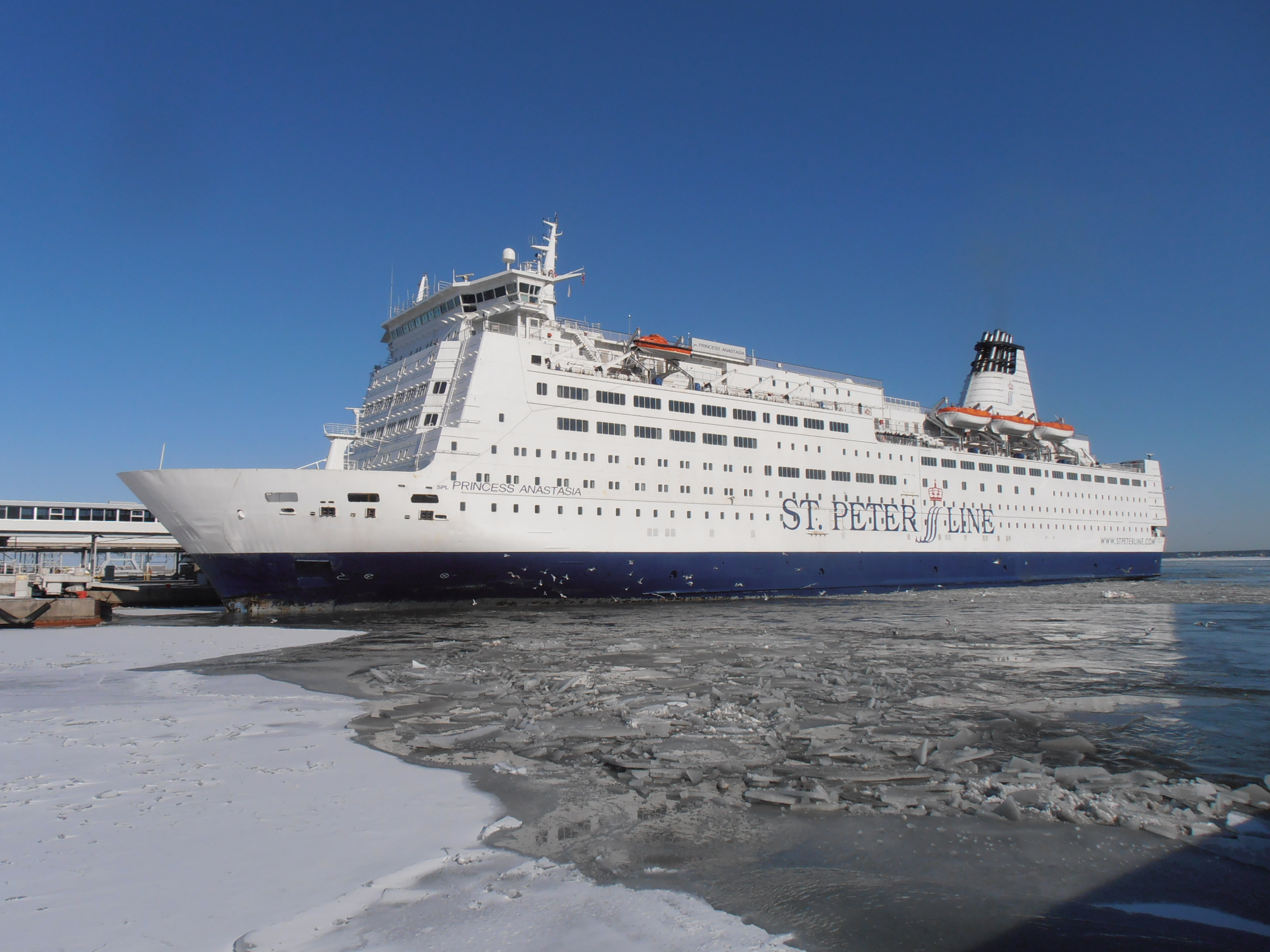
С трудом пробиваясь через лёд зимой
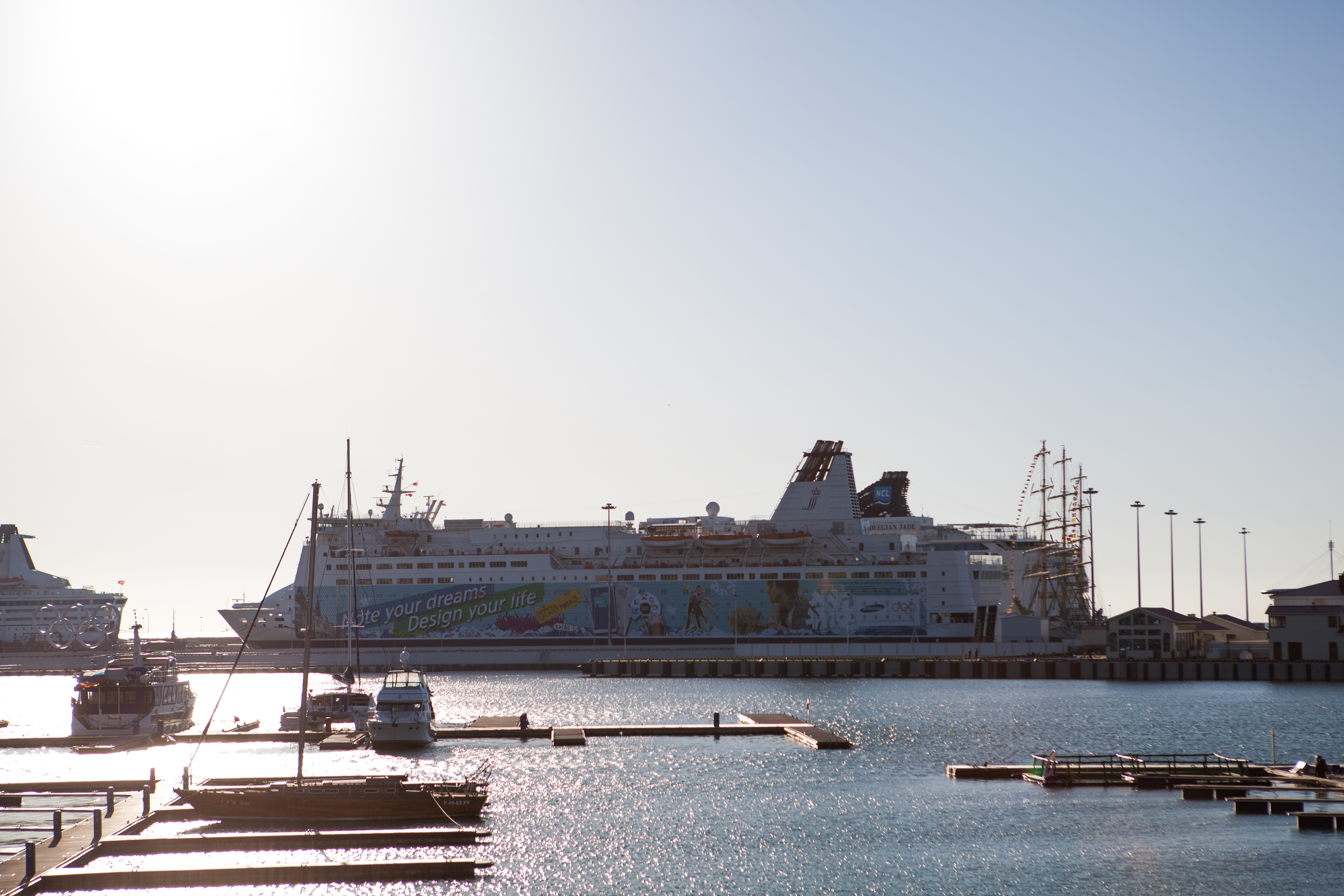
Принцесса Анастасия в порту Сочи